# 619 TCN
619 TCN là một năm trong lịch La Mã.